# Ioannis Dimitrakopoulos

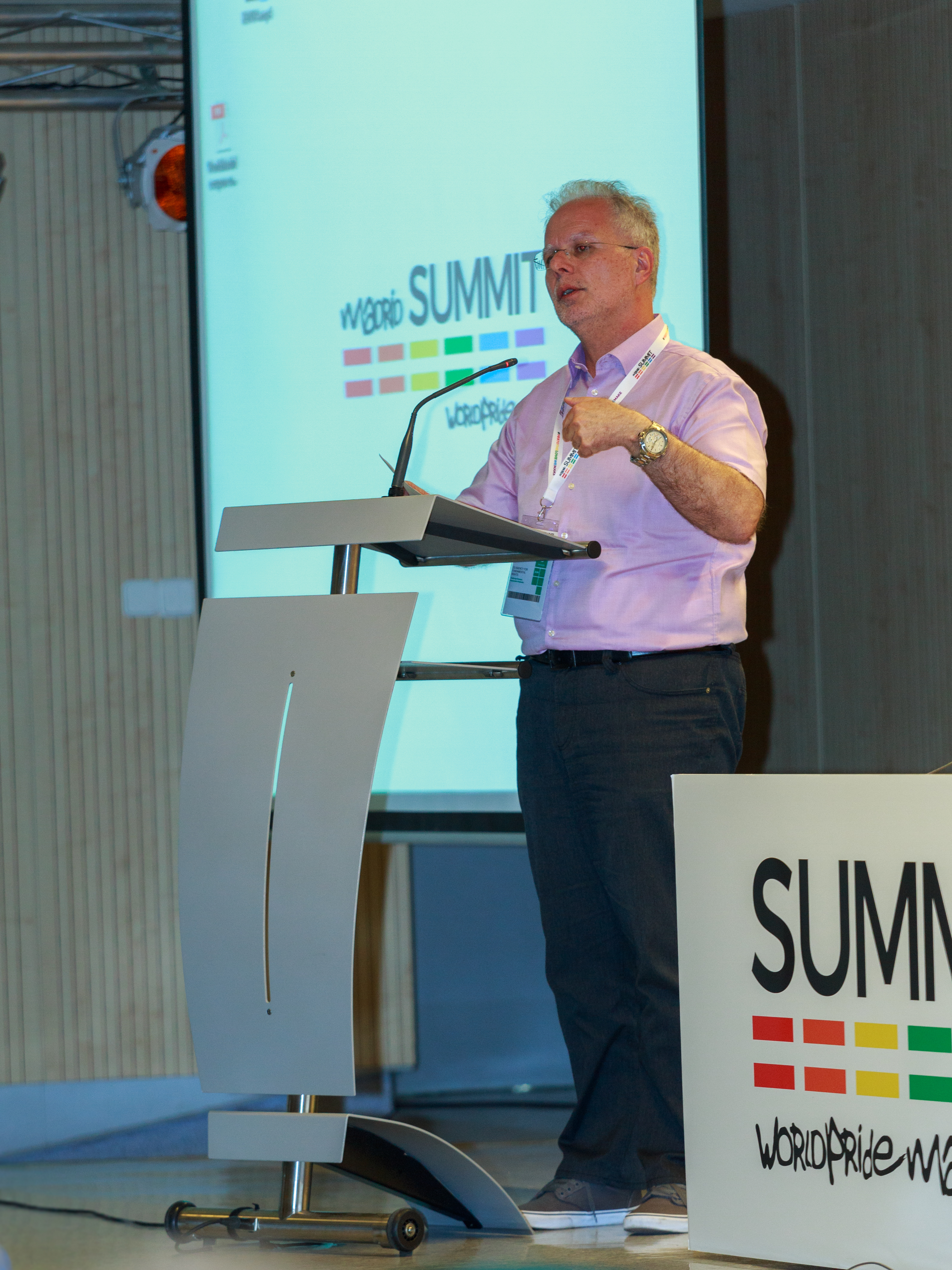
Ioannis Dimitrakopoulos (2017)

Ioannis Dimitrakopoulos (griechisch Ιωάννης Δημητρακόπουλος), (* 1971 in Athen) ist ein griechischer Jurist. Er ist Richter am Gericht der Europäischen Union.

## Leben und Wirken
Dimitrakopoulos studierte Rechtswissenschaften an der Nationalen und Kapodistrias-Universität Athen, wo er 1992 seinen Abschluss machte. 1994 erwarb er zudem einen Mastertitel an der Universität Panthéon-Assas. Anschließend kehrte er nach Griechenland zurück und wurde dort zur Rechtsanwaltschaft zugelassen. In diesem Beruf arbeitete er bis 1997, 1998 trat er in den Dienst des griechischen Staatsrats. Dort war er zunächst als Rechtsberater tätig. Ab 2005 bearbeitete er vor allem Rechtssachen in den Bereichen Steuerrecht, Wettbewerbsrecht, Markenrecht und Vergaberecht. Von 2009 bis 2010 war er Mitglied des dortigen Ausschusses „Planung und Organisation“. Unterbrochen wurde seine Tätigkeit beim Staatsrat durch eine dreijährige Tätigkeit als Hauptrechtsberater beim Europäischen Bürgerbeauftragten in Straßburg ab 2005. Von 2010 bis 2020 war er außerdem stellvertretender Vorsitzender der Beschwerdekammer der Europäischen Chemikalienagentur in Helsinki. Ebenfalls 2010 nahm er eine Lehrtätigkeit an der griechischen nationalen Richterschule auf. Von 2014 bis 2015 war er Assessor am griechischen Obersten Sondergericht und am Sondergericht gemäß Art. 88 Abs. 2 der griechischen Verfassung.
Am 13. Januar 2022 wurde Dimitrakopoulos zum Richter am Gericht der Europäischen Union ernannt.